# Фінал Кубка володарів кубків 1986
Фінал Кубка володарів кубків 1986 — футбольний матч для визначення володаря Кубка володарів кубків УЄФА сезону 1985/86, 26-й фінал змагання між володарями національних кубків країн Європи. 
Матч відбувся 2 травня 1986 року у французькому Ліоні за участю володаря Кубка Іспанії 1984/85 «Атлетіко» (Мадрид) та володаря Кубка СРСР 1984/85 київського «Динамо». Гра завершилася переконливою перемогою (3:0) киян, які здобули свій другий титул володарів Кубка володарів кубків.
Матч проходив через тиждень після Чорнобильської катастрофи, про яку на той час у Радянському Союзі офіційно практично нічого не повідомлялося.

## Шлях до фіналу
| Атлетіко (Мадрид) | Атлетіко (Мадрид) | Атлетіко (Мадрид) | Атлетіко (Мадрид) | 1985/86      | Динамо (Київ)          | Динамо (Київ) | Динамо (Київ)   | Динамо (Київ)   |
| ----------------- | ----------------- | ----------------- | ----------------- | ------------ | ---------------------- | ------------- | --------------- | --------------- |
| Суперник          | Результат         | Перший матч       | Повторний матч    | Раунд        | Суперник               | Результат     | Перший матч     | Повторний матч  |
| Селтік            | 3–2               | 1–1 (вдома)       | 2–1 (на виїзді)   | Перший раунд | Утрехт                 | 5–3           | 1–2 (на виїзді) | 4–1 (вдома)     |
| Бангор Сіті       | 3–0               | 2–0 (на виїзді)   | 1–0 (вдома)       | Другий раунд | Університатя (Крайова) | 5-2           | 2–2 (на виїзді) | 3–0 (вдома)     |
| Црвена Звезда     | 3–1               | 2–0 (на виїзді)   | 1–1 (вдома)       | 1/4 фіналу   | Рапід (Відень)         | 9–2           | 4–1 (на виїзді) | 5–1 (вдома)     |
| Баєр (Юрдінген)   | 4–2               | 1–0 (вдома)       | 3–2 (на виїзді)   | 1/2 фіналу   | Дукла (Прага)          | 4–1           | 3–0 (вдома)     | 1–1 (на виїзді) |

## Гра
Рахунок гри було відкрито вже на 5-й хвилині, коли сольний прохід Василя Раца лівим флангом завершився передачею у карний майданчик на Ігоря Бєланова, після відбитого воротарем удару якого на добиванні вдало зіграв головою Олександр Заваров. По ходу першого тайму «динамівці» були близькі до збільшення рахунку, найбільш небезпечними були спроби того ж Заварова.
Ближче до кінця другого тайму, що здебільшого проходив у рівній боротьбі, гравці «Атлетіко» почали більше уваги приділяти нападу у намаганні зрівняти рахунок гри і на 85-й хвилині пропустили контратаку, яку після швидкої комбінації партнерів по команді завершив Олег Блохін, перекинувши голкіпера іспанців. А ще за три хвилини остаточний разхунок гри встановив Вадим Євтушенко — гравець, який незадовго до того вийшов на заміну, здійснив забіг майже з середини поля і, обігравши воротаря «Атлетіко», закотив м'яч у ворота.

### Деталі
| 2 травня 1986 20:15 CEST |

| «Атлетіко» (Мадрид) | 0–3      | «Динамо» (Київ)                     |
| ------------------- | -------- | ----------------------------------- |
|                     | Протокол | Заваров 5' Блохін 85' Євтушенко 88' |

| «Жерлан», Ліон Глядачів: 39,300 Арбітр: Франц Верер (Австрія) |

| «Атлетіко» (Мадрид) | «Динамо» (Київ) |

| ВР               | 1  | Убальдо Фільйоль   |     |     |
| ЗХ               | 2  | Томас Реньйонес    |     |     |
| ЗХ               | 4  | Хуан Карлос Артече |     |     |
| ЗХ               | 5  | Мігель Анхель Руїс |     |     |
| ЗХ               | 3  | Клементе           |     |     |
| ПЗ               | 6  | Хуліо Пр'єто       |     |     |
| ПЗ               | 8  | Кіке Рамос         |     |     |
| ПЗ               | 10 | Хесус Ландабуру    | 16' | 61' |
| ПЗ               | 11 | Роберто Маріна     |     |     |
| НП               | 7  | Маріо Кабрера      |     |     |
| НП               | 9  | Хорхе да Сільва    |     |     |
| Запасні:         |    |                    |     |     |
| ЗХ               | 12 | Бальбіно Гарсія    |     |     |
| ВР               | 13 | Анхель Мехіас      |     |     |
| ПЗ               | 14 | Кіке Сетьєн        |     | 61' |
| НП               | 15 | Педраса Гомес      |     |     |
| НП               | 16 | Хуан Хосе Рубіо    |     |     |
| Головний тренер: |    |                    |     |     |
| Луїс Арагонес    |    |                    |     |     |

| ВР                   | 1  | Віктор Чанов         |  |     |
| ЗХ                   | 2  | Володимир Безсонов   |  |     |
| ЗХ                   | 3  | Сергій Балтача       |  | 38' |
| ЗХ                   | 4  | Олег Кузнецов        |  |     |
| ЗХ                   | 5  | Анатолій Дем'яненко  |  |     |
| ПЗ                   | 8  | Іван Яремчук         |  |     |
| ПЗ                   | 7  | Павло Яковенко       |  |     |
| ПЗ                   | 9  | Олександр Заваров    |  | 70' |
| ПЗ                   | 6  | Василь Рац           |  |     |
| НП                   | 11 | Олег Блохін          |  |     |
| НП                   | 10 | Ігор Бєланов         |  |     |
| Запасні:             |    |                      |  |     |
| ВР                   | 16 | Михайло Михайлов     |  |     |
| ЗХ                   | 14 | Василь Євсєєв        |  |     |
| НП                   | 12 | Вадим Євтушенко      |  | 70' |
| ПЗ                   | 13 | Олексій Михайличенко |  |     |
| ЗХ                   | 15 | Андрій Баль          |  | 38' |
| Головний тренер:     |    |                      |  |     |
| Валерій Лобановський |    |                      |  |     |

| Асистенти арбітра: Геральд Лозерт Губерт Форстінгер | Правила - 90 хвилин гри. - 30 хвилин додаткового часу за необхідності. - Післяматчеві пенальті, якщо рахунок досі нічийний. - П'ять запасних гравців у заявці. - Дві заміни дозволено. |